# Bourguenolles
Bourguenolles é uma comuna francesa na região administrativa da Normandia, no departamento Mancha. Estende-se por uma área de 7,58 km². Em 2010 a comuna tinha 356 habitantes (densidade: 47 hab./km²).